# Tōmi Tetsudō
Die Tōmi Tetsudō (jap. 東美鉄道) war eine private Bahngesellschaft in Japan. Als Joint Venture von drei Unternehmen betrieb sie einen Abschnitt der heutigen Hiromi-Linie und die Yaotsu-Linie in der Präfektur Gifu. 1943 ging sie in der Meitetsu (Nagoya Tetsudō) auf.

## Geschichte
1918 eröffnete die Bahngesellschaft Tōnō Tetsudō zwischen Tajimi und Hiromi (heute Shin-Kani) eine dampfbetriebene Kleinbahn mit einer Spurweite von 762 mm. Zwei Jahre später folgte die Verlängerung nach Mitakeguchi. Bei der Erteilung der Konzession im Jahr 1912 hatte das Eisenbahnamt (das spätere Eisenbahnministerium) ein Vorkaufsrecht für den Fall erhalten, dass sie in Zukunft eine kapspurige Strecke zwischen Tajimi und Mino-Ōta errichten würde (der heutigen Taita-Linie entsprechend). Am 25. September 1926 nahm das Ministerium diese Option wahr und verstaatlichte die Kleinbahn. Es war aber nicht am Streckenabschnitt zwischen Hiromi und Mitakeguchi interessiert und hatte bereits zuvor den Vorschlag gemacht, diesen an die Nagoya Tetsudō zu verkaufen.

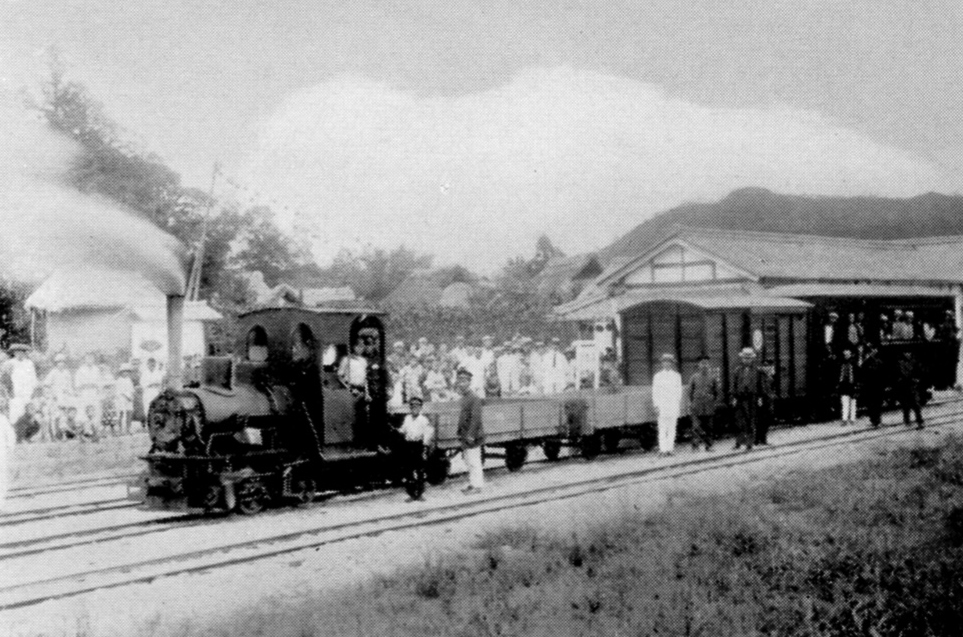
Testfahrt im Bahnhof Mitakeguchi (1926)

Die Nagoya Tetsudō wollte die Investition nicht allein tätigen, sondern gründete am 10. September 1926 die Tōmi Tetsudō. An diesem Joint Venture beteiligt waren zu je einem Drittel auch die bisherige Besitzern Tōnō Tetsudō und die Elektrizitätsgesellschaft Daido Denryoku, die in der Region mehrere Wasserkraftwerke plante. Die drei Unternehmen trafen zusätzlich eine Vereinbarung zum Bau der in Akechi abzweigenden Yaotsu-Linie. Sie waren mit je 400.000 Yen am Aktienkapital beteiligt. Die Tōnō Tetsudō brachte zusätzlich Anlagen und Fahrzeuge im Wert von 200.000 Yen ein, danach war sie bis zu ihrer Neugründung im Jahr 1944 eine reine Beteiligungsgesellschaft. Das neue Unternehmen nahm seine Tätigkeit am 23. September 1926 auf. Die Strecke Hiromi–Kani wurde am 1. Oktober 1928 umgespurt und am selben Tag elektrifiziert. Am 30. April 1930 eröffnete die Tōmi Tetsudō den ersten Abschnitt der Yaotsu-Linie zwischen Akechi und Kaneyama, am 1. Oktober desselben Jahres kam die Verlängerung nach Yaotsu hinzu.
Das Betriebsergebnis entwickelte sich aufgrund der zunehmenden Verbreitung von Bussen und Lastwagen zunächst nicht wie erwartet. Als Folge der Weltwirtschaftskrise zahlte sie die Dividende, die zuvor vier bis fünf Prozent betragen hatte, ab 1930 nicht mehr aus. Als jedoch 1937 mit dem Ausbruch des japanisch-chinesischen Kriegs die Nachfrage nach Braunkohle stieg, verbesserten sich die Ergebnisse und die Dividende konnte wieder ausbezahlt werden. Im weiteren Verlauf des Kriegs zeigte die Meitetsu, die 1935 durch Fusion entstandene Nachfolgerin der Nagoya Tetsudō, Interesse an einer vollständigen Übernahme und schloss im November 1942 eine entsprechende Vereinbarung. Die Auflösung der Tōmi Tetsudō erfolgte am 1. März 1943.